# ميتا بلتيكوسيتش
ميتا بلتيكوسيتش مواليد 24 أبريل 1998 في كرواتيا، هي لاعبة كرة يد كرواتية تلعب كوسط مدافع. مثلت منتخب كرواتيا لكرة اليد للسيدات. تلعب حاليا مع فريق بودغوريتسا في الجبل الأسود.

## روابط خارجية
- ميتا بلتيكوسيتش على موقع الاتحاد الأوروبي لكرة اليد (الإنجليزية)
- ميتا بلتيكوسيتش على موقع أوليمبيديا (الإنجليزية)